# Drôle de famille !

Drôle de famille ! est une série française réalisée par Stéphane Clavier, diffusée de 2009 à 2013 sur France 2.
La série met en scène trois célibataires avec enfants qui décident de cohabiter pour s'inventer un présent plus facile. Finis la solitude, les problèmes financiers, leurs anciens logements. Leurs enfants profitent de ce changement radical de vie pour instituer un souk permanent. Quant aux parents, passée la joie de cette colocation, ils se retrouvent confrontés à leur vie mais sous les regards croisés des autres. À la suite de cette colocation, et malgré plusieurs contretemps, tout le monde a su s'intégrer et trouver son propre rythme.

## Fiche technique
- Idée originale, co-création des personnages et co-écriture du premier épisode : Laurence Gall et Marie-Luce David[réf. nécessaire]
- Scénario : Nathalie Saugeon
- Pays :  France
- Durée : 90 minutes

## Distribution

### La coloc

#### Les adultes
- Christine Citti : Juliette/maman de Virginie, Louise et Tom (épisode 1-2-3-4)
- Juliette Arnaud : Elsa/maman de Gaël et Luna (épisode 1-2-3-4)
- Samuel Theis : Matthieu/ papa d'Apolline et Tom (épisodes 1-2-3-4)
- Denis Sebbah : Antoine/papa de Luna (épisodes 1-2-3-4)

#### Les enfants
- Camille Claris : Virginie/fille de Juliette et Benoit (épisodes 1-2-3)
- Gaya Verneuil : Virginie/fille de Juliette et Benoit (épisode 4)
- Zacharie Chasseriaud : Gaël/fils d'Elsa et Maxime (épisodes 1-2-3)
- Juliette Chappey : Louise/fille de Juliette et Benoit (épisodes 1)
- Carla Besnaïnou : Louise/fille de Juliette et Benoit (épisodes 2-3-4)
- Laura Genovino : Apolline/fille de Matthieu et Alice (épisodes 1-2-3-4)

### Les parents et les ex
- Marie Mouté : Alice/ex femme de Matthieu/maman d'Apolline (épisodes 1-2-3)
- Michel Bompoil: Benoit/ex mari de Juliette/papa de Virginie et Louise (épisodes 1-3)
- Christiane Millet : Françoise/maman de Matthieu (épisodes 2-4)
- Philippe Lefebvre: Maxime/ex mari d'Elsa/père de Gaël (épisodes 2)

### Les autres
- Arielle Moutel : Joséphine, la fille de la voisine (épisode 1)

## Listes des épisodes

### Épisode 1: Pilote

#### Résumé
Elsa, maman solo, n'arrive plus a s'en sortir et propose à sa meilleure amie Juliette, elle aussi mère et chef de famille, de partager un appartement. Cependant il leur faut un troisième colocataire. Elsa trouve Matthieu, un maître-nageur que Juliette a déjà rencontré qui vient de se séparer de sa femme et qui souhaite trouver un appartement pour pouvoir voir sa fille. Elsa, pour qui la colocation ne peut se faire qu'entre amis, découvre que Juliette et Matthieu sortent ensemble et s'y oppose.

### Épisode 2: Deux heureux événements

#### Résumé
Elsa a décroché un contrat et son salaire est multiplié par deux. Et comme une bonne nouvelle n'arrive jamais seule, elle est aussi enceinte. De son côté, Juliette est persuadée d’être ménopausée. Et quand elle découvre qu'elle est aussi enceinte, Matthieu part à Marseille pour suivre sa fille qui va vivre avec sa mère. Juliette lui cache sa grossesse car il avait dit qu'il ne voulait pas retomber dans les couches, les biberons et les pleurs au milieu de la nuit. Elle décide d'avorter, mais à cause d'un bouquet de fleurs de la part de Matthieu, elle renonce. Lors d'un week-end où Matthieu et Apolline sont à Paris, elle lui dit qu'elle est enceinte en plein milieu d'un pique-nique, ce qui dégénère fortement. Finalement, Matthieu est ravi de cette nouvelle, car il pensait qu'en vivant avec Juliette il n'aurait plus d'enfant (elle a 15 ans de plus que lui). Matthieu décide de rentrer à Paris. Le premier jour de travail de Matthieu à Paris, Elsa a des contractions et part à la maternité accompagnée de Juliette, mais à ce moment-là, Juliette perd les eaux. Juliette et Elsa accouchent le même jour.

### Épisode 3: Chacun pour soi!

#### Réalisation
Réalisé par Stéphane Kurc,
Scénaristes : Camille Pouzol, Diane Clavier

#### Diffusion
5 septembre 2012 sur France 2.

#### Résumé
Virginie et Paul sont amoureux et décident de se marier. Les adultes sont contre ce mariage car Virginie n'a que 17 ans. Virginie se rend compte que tout est cher et qu'elle n'est pas d'accord avec Paul sur les préparatifs du mariage, car il veut quelque chose de simple. Chez les adultes, Matthieu qui reprend des études, accepte un contrat de mannequin comme effigie d'un nouveau parfum et gagne 30 000 euros. Juliette et Elsa ont décidé de faire une pause. Juliette est partie chez Carole, la mère de Paul, qui se sent seule lorsque Sophie, sa compagne, est éloignée par sa mission de reporter, un peu partout dans le monde. Elsa décide de passer du temps avec sa nouvelle patronne, mais au bout d'un moment elle en a assez, et décide de démissionner. Les hommes ne savent plus comment gérer les trois enfants et les deux bébés. La date du mariage approche, mais au lieu de Virginie et Paul, ce sont Juliette et Matthieu qui se marient.

### Épisode 4: Vacances à l'orientale

#### Réalisation
Réalisé par Christophe Douchand, Scénaristes : Camille Pouzol, Diane Clavier

#### Diffusion
24 avril 2013 sur France 2.

#### Résumé
La mère de Matthieu a invité toute la colocation à venir une dizaine de jours dans un pays oriental. Seul Gaël n'a pas pu venir, car il est à New-York avec son père. Virginie ne veut plus entendre parler de Paul car d'après elle, c'est un "con". Là-bas, Elsa croise Youssef, un condisciple de son école d’architecture, qui n'est autre que l'amant de Françoise. Juliette, Elsa et Antoine arrivent quand même à travailler, bien qu'ils soient en vacances. Tout dégénère quand Françoise dit non à la demande en mariage de Youssef.